# Dawlekanowo
Dawlekanowo (russisch Давлеканово, baschkirisch Дәүләкән/Däüläkän) ist eine Stadt in der Republik Baschkortostan (Russland) mit 24.073 Einwohnern (Stand 14. Oktober 2010).

## Geographie
Die Stadt liegt im südlichen Uralvorland, etwa 90 km nordwestlich der Republikhauptstadt Ufa an der Djoma, einem linken Nebenfluss der in die Kama mündenden Belaja.
Dawlekanowo ist der Oblast administrativ direkt unterstellt und zugleich Verwaltungszentrum des gleichnamigen Rajons.

## Geschichte
An Stelle der heutigen Stadt war seit Mitte des 18. Jahrhunderts das Dorf Itkulowo bekannt, welches später in Dawlekanowo umbenannt wurde (spätestens beim Bau der Eisenbahnstrecke Samara–Ufa oder ihrer Eröffnung 1888 mit gleichnamiger Station). Gegen Ende des 19. Jahrhunderts war der Ort bedeutendes Zentrum für Getreideverarbeitung und -handel. Er erhielt 1942 Stadtrecht.

### Bevölkerungsentwicklung
| Jahr | Einwohner |
| ---- | --------- |
| 1939 | 14.215    |
| 1959 | 17.072    |
| 1979 | 20.654    |
| 1989 | 21.911    |
| 2002 | 23.860    |
| 2010 | 24.073    |

Anmerkung: Volkszählungsdaten

## Söhne und Töchter der Stadt
- Ljudmila Ulizkaja (* 1943), Autorin